# Pterogramma portalense
Pterogramma portalense är en tvåvingeart som beskrevs av Smith och Marshall 2004. Pterogramma portalense ingår i släktet Pterogramma och familjen hoppflugor. Inga underarter finns listade i Catalogue of Life.